# هامور خال‌خالی
هامور خال‌خالی (نام علمی: Epinephelus analogus) نام یک گونه از زیرخانواده هامور است.